# Swellendam
Swellendam (28.072 ab.) è una città del Sudafrica, nella provincia del Capo Occidentale, a circa 220 km sud di Città del Capo.
Fondata nel 1652, è la terza città più antica del Paese; vanta più di 50 monumenti nazionali il più dei quali sono edifici in tipico stile coloniale olandese del Capo.
Per un breve periodo di tempo nel 1795 la città si autoproclamò Repubblica di Swellendam e Hermanus Steyn fu il suo presidente.
Alcune delle più famose e storiche famiglie della città sono le famiglie scozzesi di Barry e Moodie poi le altre famiglie di derivanza tedesca degli Steyns, gli Streicher, i van Eedens, i Rothmann e i Tomlinson.

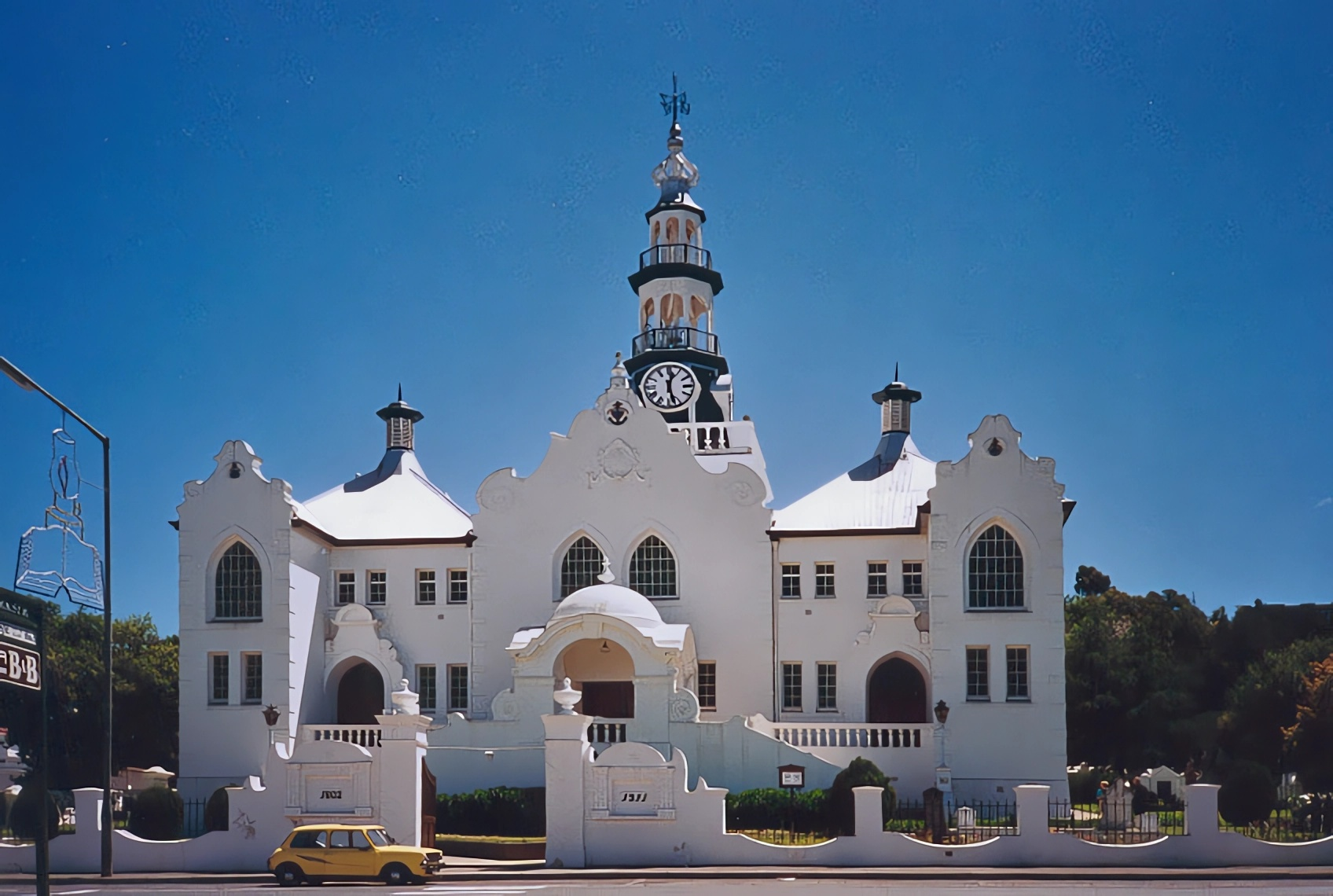
La chiesa del Nederduitsch Gereformeerde Kerk a Swellendam.
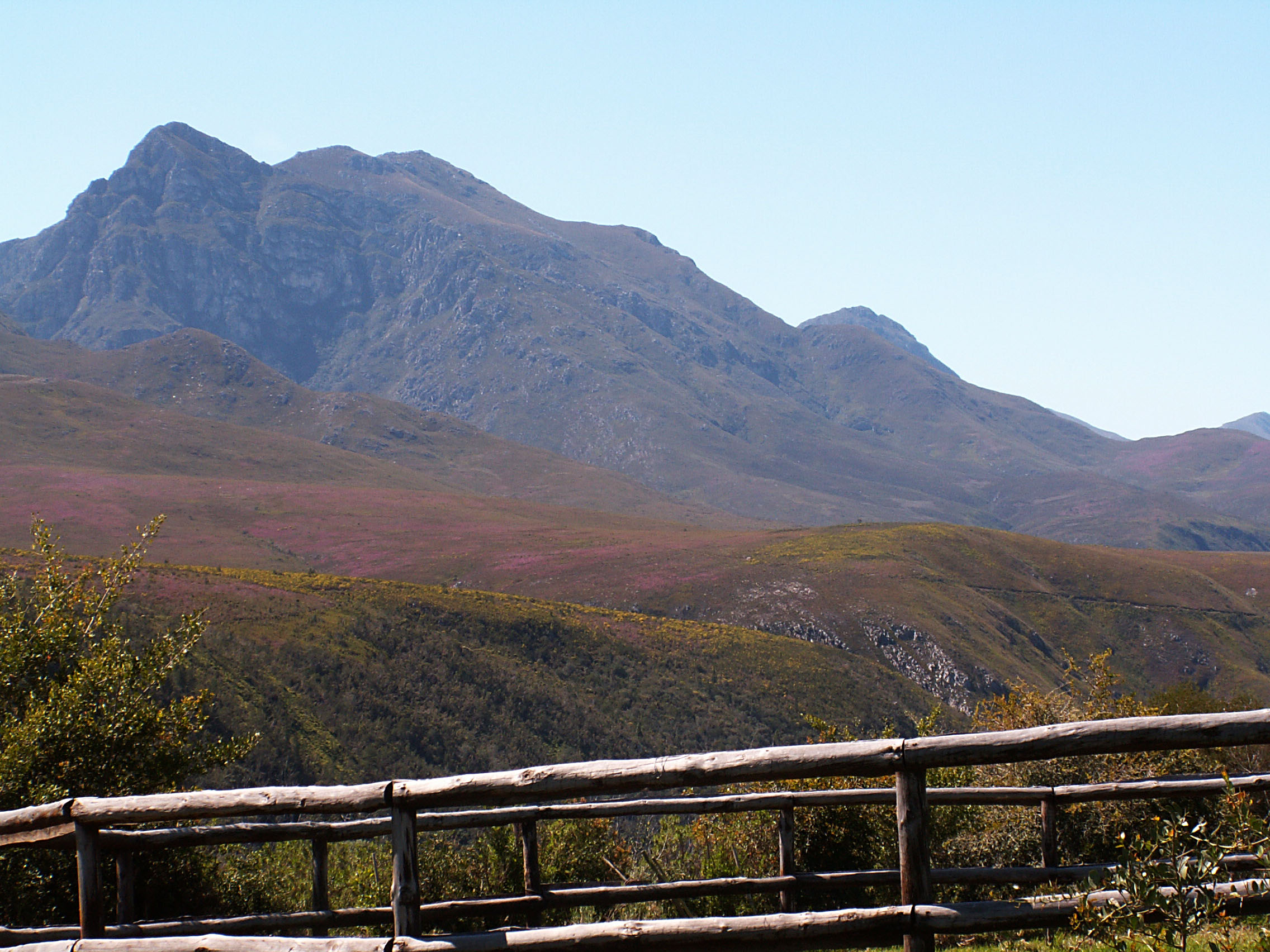
La riserva naturale di Grootvadersbosch sullo sfondo delle montagne Langeberg.